# Psacadonotus
Psacadonotus es un género de saltamontes longicornios de la subfamilia Austrosaginae. Se distribuye en Oceanía (Australia).

## Especies
Las siguientes especies pertenecen al género Psacadonotus:
- Psacadonotus diurnus Rentz, 1993
- Psacadonotus insulanus Rentz, 1993
- Psacadonotus kenkulun Rentz, 1993
- Psacadonotus psithyros Rentz, 1993
- Psacadonotus robustus Rentz, 1993
- Psacadonotus seriatus Redtenbacher, 1891
- Psacadonotus serratimerus Rentz, 1993
- Psacadonotus viridis Rentz, 1993